# Arthur Longo
Arthur Longo (* 21. Juli 1988 in La Tronche) ist ein ehemaliger französischer Snowboarder. Er startete vorwiegend in der Disziplin Halfpipe.

## Werdegang
Longo fuhr im Januar 2004 am Kreischberg sein erstes FIS-Weltcuprennen, welches er auf den 32. Platz auf der Halfpipe beendete. Seit 2006 nimmt er ebenfalls an Wettbewerben der Ticket to Ride World Snowboard Tour teil. Dabei holte er im Januar 2007 beim O’Neill Pro Freestyle in Avoriaz auf der Quarterpipe seinen ersten Sieg. Im Februar 2008 siegte er im Big Air beim MC Invitational in Barages. In der Saison 2008/09 gewann er im Slopestyle bei den Crans-Montana Champs Open in Crans-Montana und auf der Quarterpipe bei The Oakley Arctic Challenge in Oslo. In der folgenden Saison holte er auf der Halfpipe in Calgary seinen ersten und bisher einzigen FIS-Weltcupsieg. Bei seiner ersten Olympiateilnahme 2010 in Vancouver belegte er den 19. Platz im Halfpipe-Wettbewerb. Bei den Snowboard-Weltmeisterschaften 2011 in La Molina errang er den 23. Platz auf der Halfpipe. Beim vorletzten Weltcuprennen der Saison 2010/11 kam er in Bardonecchia auf den dritten Platz und erreichte damit den dritten Rang im FIS-Halfpipe-Weltcup. Bei den Snowboard-Weltmeisterschaften 2012 in Oslo belegte er den 12. Platz auf der Halfpipe. Im folgenden Jahr errang er den 23. Platz auf der Halfpipe bei den Snowboard-Weltmeisterschaften 2013 in Stoneham. Im März 2013 gewann er bei den Winter-X-Games-Europe 2013 in Tignes die Silbermedaille im Halfpipe-Wettbewerb. Bei den Olympischen Winterspielen 2014 in Sotschi kam er auf den 17. Platz. In der Saison erreichte er auf der Halfpipe den vierten Rang bei den Burton European Open in Laax und den zweiten Platz bei den Burton US Open in Vail. Bei den Snowboard-Weltmeisterschaften 2015 am Kreischberg errang er den 32. Platz.
Longo wurde 2013 französischer Meister auf der Halfpipe.